# Lissonota rufina
Lissonota rufina là một loài tò vò trong họ Ichneumonidae.